# Xã Breckenridge, Quận Jackson, Arkansas
Xã Breckenridge (tiếng Anh: Breckenridge Township) là một xã thuộc quận Jackson, tiểu bang Arkansas, Hoa Kỳ. Năm 2010, dân số của xã này là 478 người.